# Jason MacIntyre
Jason MacIntyre (* 20. September 1973 in Lochgilphead, Argyll, Schottland; † 15. Januar 2008 in Fort William, Schottland) war ein britischer Radrennfahrer.

## Leben

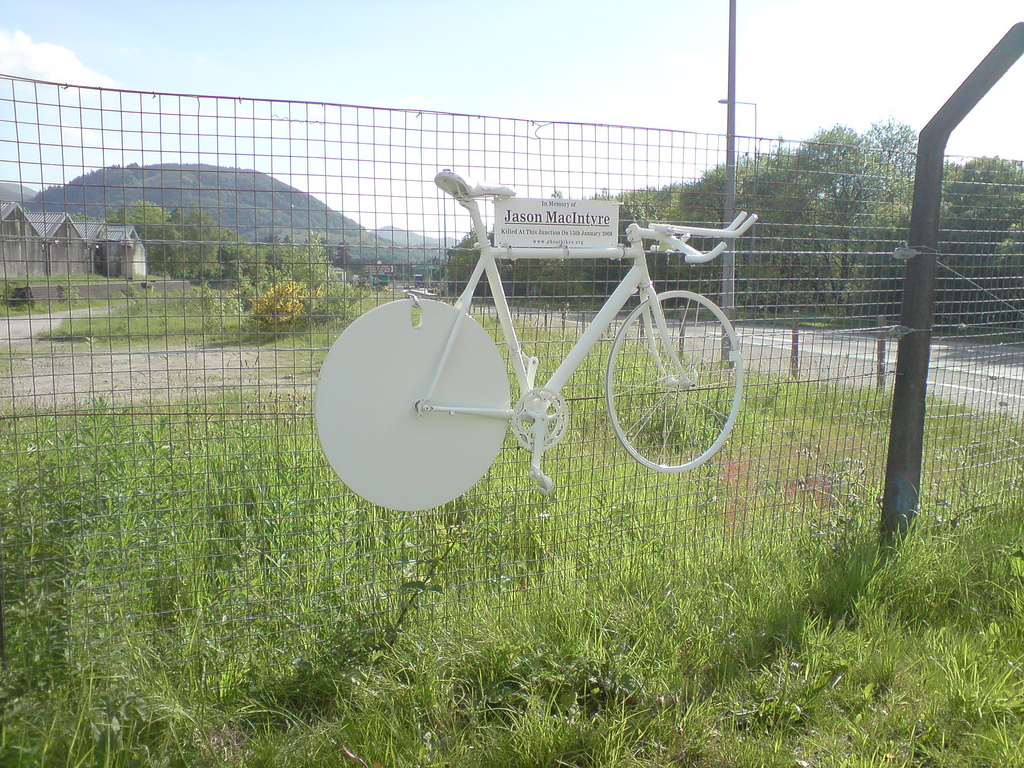
Erinnerung an Jason MacIntyre am Unfallsort Carr’s Corner an der A82 bei Fort William, Schottland

MacIntyre lebte seit seinem zehnten Lebensjahr in Fort William. Dort besuchte er die Lochaber High School. Bei der Firma Nevis Print wurde er zum Drucker und Lithografen ausgebildet.
Erst mit 18 Jahren begann er mit dem Radsport, in dem er rasch erste Erfolge erzielte. Im Alter von 23 Jahren gewann MacIntyre die Tour of the North in Irland. Nach einer dreijährigen Pause gab er 2000 ein Comeback und gewann seitdem jährlich mindestens einen schottischen Meistertitel in den unterschiedlichsten Mannschafts- und Einzeldisziplinen. Im Jahr 2002 gehörte er zum schottischen Team bei den Commonwealth Games. Insgesamt gewann MacIntyre 13 schottische und drei britische Meistertitel.
2006 wurde er britischer Meister im Einzelzeitfahren. In den Jahren 2006 und 2007 gewann er die nationalen Meisterschaften des RTTC über 25 Meilen und 2007 verbesserte er Graeme Obrees schottischen Zeitfahrrekord über zehn Meilen. MacIntyre fuhr zuletzt für das schottische The Edge Racing Team.
Am 15. Januar 2008 verstarb MacIntyre nach einem Verkehrsunfall bei einer Trainingsfahrt. Er war verheiratet und hinterlässt zwei Töchter (* 1999).

## Erfolge
2006
- Britischer Meister – Einzelzeitfahren